# Transformacja cyfrowa
Transformacja cyfrowa − wykorzystywanie technologii cyfrowych przez organizację w celu digitalizacji analogowych produktów, usług lub operacji. Celem jej wdrożenia jest wzrost wartości i konkurencyjności organizacji m.in. poprzez innowacyjność.

## Historia
Digitalizacja to proces przekształcania informacji analogowych na postać cyfrową przy użyciu przetwornika analogowo-cyfrowego, takiego jak skaner obrazu lub cyfrowe nagrania audio. Wraz z rosnącą popularnością korzystania z Internetu od lat 90. XX wieku wzrosło również wykorzystanie cyfryzacji. Transformacja cyfrowa to jednak coś więcej niż digitalizacja istniejących procesów. Transformacja cyfrowa wymaga analizy tego, w jaki sposób produkty, procesy i organizacje mogą zostać zmienione dzięki wykorzystaniu nowych technologii cyfrowych. W badaniu z 2019 r. zaproponowano definicję transformacji cyfrowej jako „procesu, którego celem jest ulepszenie podmiotu poprzez wywołanie znaczących zmian w jego właściwościach poprzez połączenie technologii informacyjnych, obliczeniowych, komunikacyjnych i łączności”. Transformację cyfrową można postrzegać jako program społeczno-techniczny
Wdrożenie technologii cyfrowej może przynieść przedsiębiorstwu korzyści, jednak niektóre podmioty mogą borykać się z adaptacją do zmian wymaganych przez transformację cyfrową.
W raporcie z 2015 roku stwierdzono, że rozwinięte cyfrowo przedsiębiorstwa korzystały z hostingu w chmurze, mediów społecznościowych, urządzeń mobilnych i analizy danych, podczas gdy inne wykorzystywały indywidualne technologie do rozwiązywania konkretnych problemów. Jedno z badań wykazało, że do 2017 r. mniej niż 40% branż zostało zdigitalizowanych (choć wykorzystanie digitalizacji było wysokie w sektorach takich jak: media, handel detaliczny i przemysł technologiczny).
Dane wskazują, że w 2020 r. 37% przedsiębiorstw europejskich i 27% amerykańskich nadal nie akceptowało technologii cyfrowej jako zasadniczego trendu. W latach 2017–2020 70% europejskich gmin zwiększyło swoje wydatki na technologie cyfrowe.
W badaniu z 2021 r. 55% europejskich przedsiębiorstw stwierdziło, że pandemia COVID-19 zwiększyła zapotrzebowanie na cyfryzację, a 46% stwierdziło, że nastąpiły znaczące postępy w procesie ich cyfryzacji. Połowa z tych podmiotów przewidywała wzrost wykorzystania technologii cyfrowych w przyszłości, przy czym większa część to przedsiębiorstwa, które już korzystały z tego typu technologii. Brak infrastruktury cyfrowej był postrzegany jako kluczowa bariera dla inwestycji przez 16% przedsiębiorstw w UE, w porównaniu z 5% w USA. W ankiecie przeprowadzonej w 2021 roku, 89% ankietowanych afrykańskich banków stwierdziło, że pandemia COVID-19 przyspieszyła cyfrową transformację procesów wewnętrznych organizacji. Cyfrowa transformacja daje przedsiębiorstwom nową znaczną przewagę konkurencyjną. Obecnie głównym problemem transformacji cyfrowej są konsekwencje ekonomiczne.
W 2022 r. 53% ankietowanych przedsiębiorstw poinformowało o podjęciu działań lub inwestycji dotyczących cyfrowego rozwoju. 71% przedsiębiorstw w USA odpowiedziało, że korzysta z co najmniej jednej zaawansowanej technologii cyfrowej, średnie wykorzystanie takich technologii w UE wynosi 69%.

## Transformacja cyfrowa w Polsce
Badania przeprowadzone przez Microsoft i KPMG w 2023 roku wykazały, że 51% przedsiębiorstw w Polsce dostrzegało duże znaczenie transformacji cyfrowej w ich organizacjach. Mimo tego 29% firm nie przeznaczało wydatków na transformacje, a 71% nie oddelegowywało pracowników do zadań z nią związanych. Ponadto, tylko 14% ankietowanych podmiotów planowało zwiększyć wydatki na transformację cyfrową w perspektywie kolejnych 12 miesięcy.
Raport spółki Deloitte na temat przeszkód, jakie widzą przedsiębiorcy na drodze do transformacji cyfrowej w Polsce, wykazał, że są to:
- Brak szkoleń dla szeregowych pracowników
- Poszukiwanie, szkolenie i zatrzymywanie kompetentnych talentów
- Stworzenie kultury organizacyjnej, która byłaby w stanie wspierać transformację cyfrową
- Brak wewnętrznej spójności w zakresie strategii rozwoju
- Brak spójności w zakresie narzędzi cyfrowych, które są już wykorzystywane w organizacji
- Brak jasności co do tego, jakie technologie należałoby wdrożyć, by najlepiej spełniały nasze potrzeby
- Problemy budżetowe
- Ryzyko cybernetyczne
- Brak technologicznego know-how
- Tempo zmian technologicznych[28][29]

Nie istnieją jeszcze kompleksowe zbiory danych na temat transformacji cyfrowej na poziomie makro, dlatego jest jeszcze zbyt wcześnie na dostarczenie ogólnych danych dotyczących efektu transformacji cyfrowej na większą skalę.
Powody, dla których przedsiębiorcy decydują się na transformację cyfrową:
- Nagromadzony dług technologiczny
- Koszty licencji oprogramowania związane z utrzymaniem starszych aplikacji
- Przestarzała technologia
- Zagrożenia związane z cyberbezpieczeństwem
- Możliwość optymalizacji procesów w przedsiębiorstwie[31][32]